# Igrzyska Ameryki Środkowej i Karaibów 1938
Igrzyska Ameryki Środkowej i Karaibów 1938 – czwarte igrzyska Ameryki Środkowej i Karaibów, multidyscyplinarne zawody sportowe dla krajów znajdujących się w Ameryce Środkowej i na Karaibach, które odbyły się w Panamie w dniach 5–24 lutego 1938 roku.

## Informacje ogólne
Zawody pobiły dotychczasowe rekordy, bowiem dziesięć uczestniczących krajów wystawiło łącznie 1029 zawodników i 187 zawodniczek. Sportowcy rywalizowali w 100 konkurencjach w 18 dyscyplinach – notując wzrost w obu tych klasyfikacjach. Po raz pierwszy w programie igrzysk pojawiły się piłka wodna, kolarstwo torowe, podnoszenie ciężarów i frontenis. W zawodach zadebiutowały Kolumbia i Wenezuela, powróciła Jamajka, zabrakło jednak po raz pierwszy Gwatemali.

## Dyscypliny
- Baseball  (szczegóły)
- Boks  (szczegóły)
- Frontenis (szczegóły)
- Golf  (szczegóły)
- Jeździectwo  (szczegóły)
- Kolarstwo torowe  (szczegóły)
- Koszykówka  (szczegóły)
- Lekkoatletyka  (szczegóły)
- Piłka nożna  (szczegóły)
- Piłka wodna  (szczegóły)
- Pływanie  (szczegóły)
- Podnoszenie ciężarów  (szczegóły)
- Siatkówka (halowa)  (szczegóły)
- Skoki do wody  (szczegóły)
- Strzelectwo  (szczegóły)
- Szermierka  (szczegóły)
- Tenis ziemny  (szczegóły)
- Zapasy  (szczegóły)

## Tabela medalowa
Źródło.
| Lp. | Państwo   | Złoto | Srebro | Brąz | Razem |
| --- | --------- | ----- | ------ | ---- | ----- |
| 1   | Meksyk    | 24    | 32     | 16   | 72    |
| 2   | Panama    | 24    | 22     | 20   | 66    |
| 3   | Kuba      | 24    | 17     | 19   | 60    |
| 4   | Portoryko | 16    | 11     | 11   | 38    |
| 5   | Jamajka   | 9     | 5      | 8    | 22    |
| 6   | Wenezuela | 3     | 2      | 6    | 11    |
| 7   | Salwador  | 0     | 5      | 8    | 13    |
| 8   | Kostaryka | 0     | 2      | 1    | 3     |
| 9   | Kolumbia  | 0     | 0      | 2    | 2     |
| 10  | Nikaragua | 0     | 0      | 1    | 1     |